# Prunetto
Prunetto är en ort och kommun i provinsen Cuneo i regionen Piemonte i Italien. Kommunen hade 423 invånare (2018).